# 김꽃지
김꽃지(1980년 7월 30일 ~ )는 대한민국 출신의 영화배우이다.

## 이력
1986년에 아버지 김원두 감독의 《꽃지》로 영화에 데뷔하며, 아시아 태평양 영화제 아역상까지 수상했지만, 장기간 영화 활동을 하지 않다가 이후 11년뒤인 1997년에 영화계에 다시 진출했다.

## 학력
- 안양예술고등학교
- 중앙대학교 연극영화과

## 작품활동

### 영화
- 《꽃지》 (1986년) - 꽃지 역
- 《나쁜 영화》 (1997년) - 알뽄 역
- 《링》 (1999년) - 혜진 역
- 《하피》 (2000년) - 예림 역
- 《마지막 늑대》 (2004년) - 싸가지 여고생(목소리)역
- 《박제된 공주(단편)》 (2012년) - 은주 역